# ビスマルク海
ビスマルク海（ビスマルクかい Bismarck Sea）は、太平洋の南西部のパプアニューギニア近隣にある海域である。名称は、ビスマルク諸島と同じく、ドイツの首相であるオットー・フォン・ビスマルクにちなむ。
南西をニューギニア島に、北から南東にかけてをビスマルク諸島（アドミラルティ諸島、ニューアイルランド島、ニューブリテン島）に囲まれている。南西のダンピール海峡・ヴィティアス海峡を通じて、ソロモン海と結ばれている。広さは東西約700km、南北約350km、最大水深は約2,500mである。沿岸の主な町としてはラバウルやマダンなどがある。
第二次世界大戦中の1943年3月3日-4日に、この海域でビスマルク海海戦があった。

## 範囲

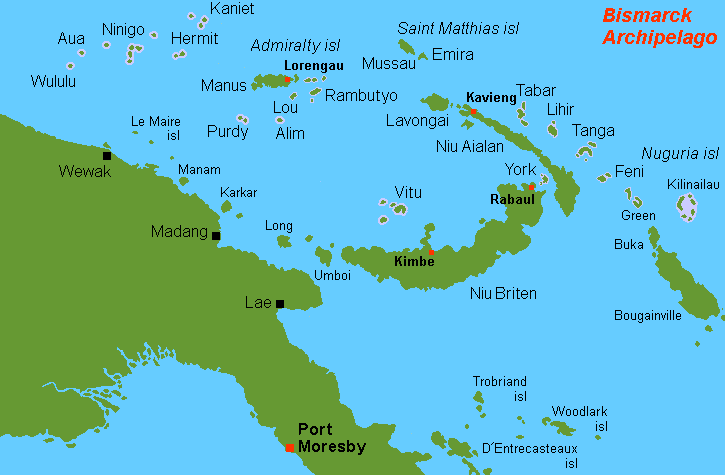
ビスマルク海の島

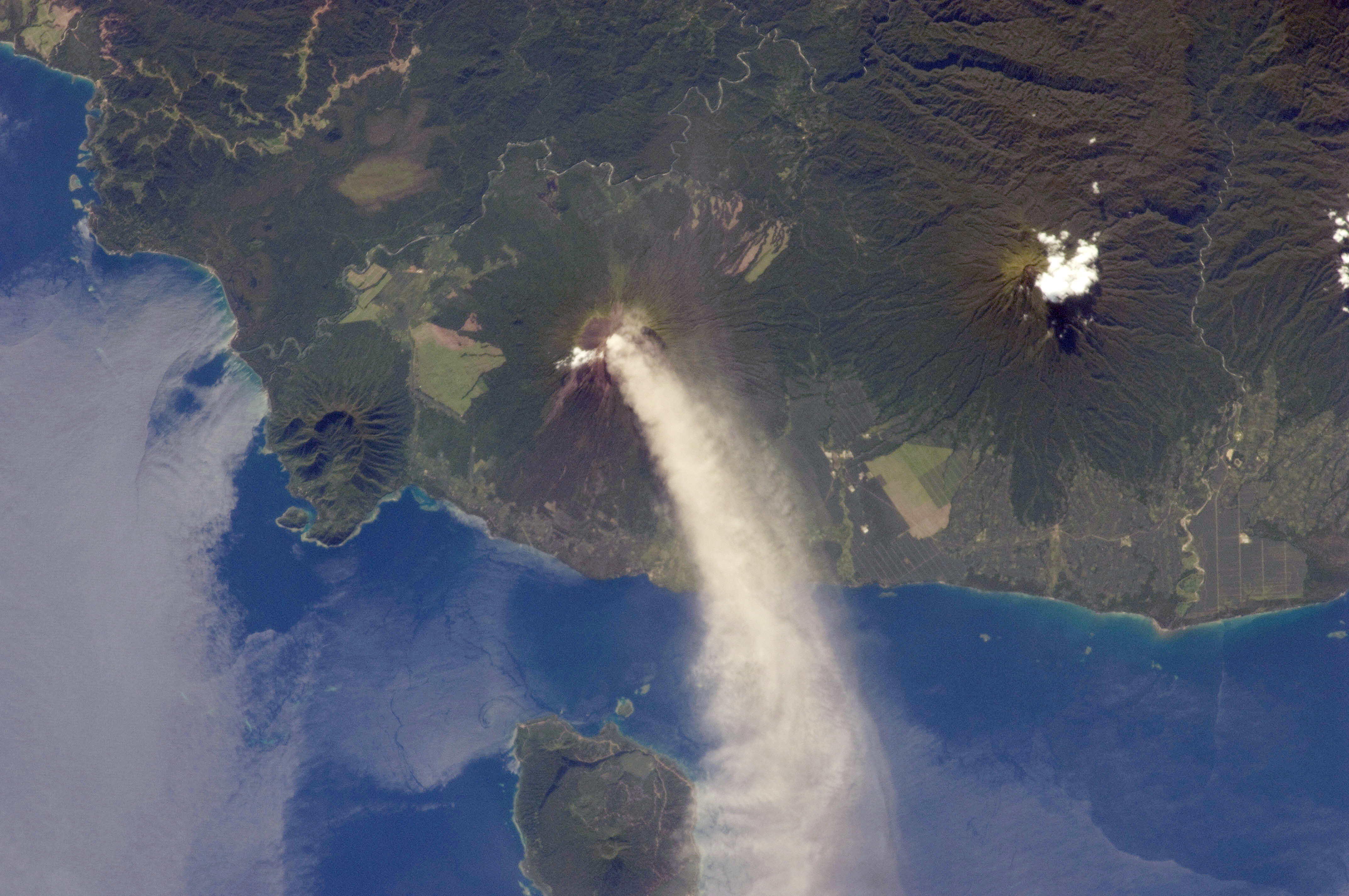
ウラウン山とロロバウ島

国際水路機関(IHO)はビスマルク海の範囲を以下のように定義している。
- 北と東: ニューアイルランド島の北と北東の海岸、ニューハノーバー島、アドミラルティ諸島、ハーミット島、ニニゴ諸島、マヌ島、アウア島（英語版）、ウブル島（英語版）からニューギニア島のバウディッシン岬(Baudissin Point)（東経142度02分）までを結ぶ線

- 南東: ニューアイルランド島から南緯4°50'線に沿ってニューブリテン島の海岸まで、ニューブリテン島の北の海岸沿い、ニューブリテン島の西端からウンボイ島の北端を通ってニューギニア島のテリアタ岬(Teliata Point)(南緯5度55分 東経147度24分 / 南緯5.917度 東経147.400度)までを結ぶ線

- 南西: ニューギニア島の北東の海岸

## 鉱物資源
近年のビスマルク海海底の探査により、硫化物・銅・亜鉛・銀・金を含む層が発見された。それらが浅い、穏やかな海に分布しているので、これらの調査結果は非常に重要である。パプアニューギニアは、国際法に基づきこれらの鉱物の採掘の権利を有する。